# Vitrea pieperiana
Espèce
Statut de conservation UICN

PEWB1ab(i,ii,iv)c(ii)+2ab(i,ii,iv)c(ii) : Peut-être éteint à l'état sauvage
Vitrea pieperiana, la Cristalline grecque[réf. nécessaire], est une espèce d'escargots gastéropodes de la famille des Pristilomatidae endémique de l'île de Karpathos en Grèce.

## Menacé
Les activités touristiques, l’élevage de chèvres dans la région et toute modification de l’habitat présentent un risque élevé pour la survie de l’espèce. La seule population connue peut être facilement conduite à l’extinction.

## Systématique
L'espèce Vitrea pieperiana a été décrite en 1977 par le malacologiste hongrois László Ernő Pintér (d) (1942-2002).